# Julie Herrmann
Juliane Caroline Louise Herrmann (* 19. Februar 1823 in Hamburg; † 25. August 1889 ebenda) war eine deutsche Schauspielerin.

## Leben

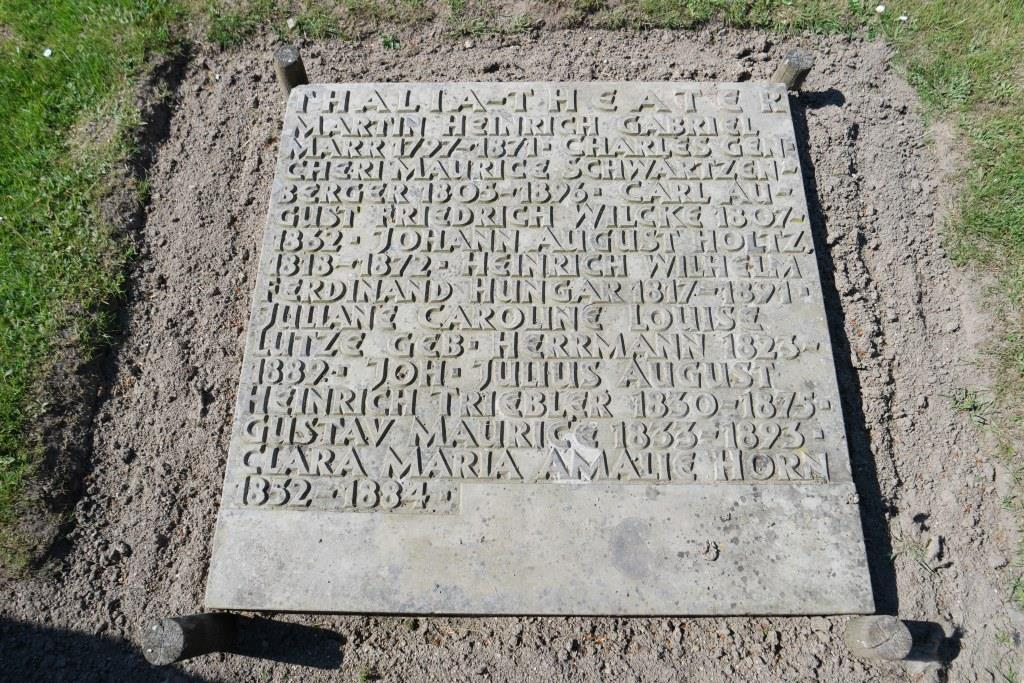
„Juliane Caroline Louise Lutze
geb Herrmann“, Althamburgischer Gedächtnisfriedhof

Julie Herrmann war die älteste Tochter von Bernhard Anton Herrmann (1800–1876). Ihr Vater leitete als Schriftsteller das Hamburger Stadttheater, wo Julie Herrmann 1840 erstmals auf der Bühne stand. Seit der Eröffnung des Thalia Theaters 1843 trat sie dort als erste Schauspielerin auf. Bei der ersten Vorstellung am 9. November desselben Jahres stand sie gemeinsam mit Karl Meixner auf der Bühne. Beide sprachen den humoristischen Prolog „Alt und Neu“ von Anton Eduard Wollheim da Fonseca. Außerdem war sie in der Vaudeville-Posse „Köck und Guste“ zu sehen, für die sie viel Lob erhielt. Herrmann verkörperte oft die erste Liebhaberin oder Soubrette und wurde in diesen Rollen zum Publikumsliebling.
1849 heiratete sie den Kaufmann H. A. Lutze. Da Theaterauftritte verheirateter Frauen in den von ihr gespielten Rollen zu dieser Zeit nicht üblich waren, trat sie fortan nicht mehr auf. Herrmann schrieb jedoch kleinere literarische Werke und Theaterstücke. Ihr dramatisches Festgedicht Ein Sechsundsiebenziger wurde am 22. März 1873 anlässlich des Geburtstags Wilhelms I. im Hamburger Stadttheater vorgetragen.
Auf dem Althamburgischen Gedächtnisfriedhof des Ohlsdorfer Friedhofs wird auf der Sammelgrabplatte „Thalia-Theater“ an Julie Herrmann erinnert, an ihren Vater Bernhard Anton Herrmann auf der linken Hälfte der Doppel-Sammelgrabmalplatte „Stadttheater“.